# Henry Sakaida
Henry Sakaida (outubro de 1951 – 28 de agosto de 2018) foi um escritor americano que escreveu vários livros relacionados à Segunda Guerra Mundial. Ele era um nipo-americano de terceira geração.

## Biografia
Henry Sakaida nasceu em Santa Monica, na Califórnia, em outubro de 1951. Re-emigrou com os pais para o Japão, onde morou dos 3 aos 5 anos de idade antes de retornar aos Estados Unidos. Além disso, Sakaida estudou na Rosemead High School e estava na turma de 1970.
O colega autor da Osprey e também historiador da aviação japonesa, Osamu Tagaya, observou em seu elogio fúnebre a Henry no site j-aircraft.com:
"Seja devolvendo medalhas de Herói da União Soviética a veteranos soviéticos e suas famílias ou seu entusiasmo em contatar aviadores veteranos de ambos os lados do Pacífico, ele se importava com as pessoas. Assim, muito de seu trabalho girava em torno de aspectos de interesse humano daquele grande conflito global. Ele me disse uma vez que o que o movia era investigar mistérios, tentar descobrir o que realmente acontecia em algum incidente, identificar as pessoas envolvidas, que de outra forma poderiam ter permanecido anônimas. Ele se intitulava detetive. No que diz respeito à Guerra Aérea do Pacífico, ele foi um Sherlock Holmes por excelência. Sua reputação não precisa de explicação entre nossa comunidade de historiadores e entusiastas, é claro. Mas, para mim, o maior prêmio que ele conquistou foi o reconhecimento e o respeito que conquistou da comunidade de veteranos japoneses que ele procurou e entrevistou com tanto entusiasmo, homens como Minoru Genda, Saburo Sakai e muitos outros."

## Trabalhos notáveis
- Winged Samurai: Saburo Sakai and the Zero Fighter Pilots (1985)
- Pacific Air Combats WWII – Voices From The Past (1993)
- Siege of Rabaul (1996)
- Imperial Japanese Navy Aces (1997)
- Japanese Army Air Force Aces (1997)
- B-29 Hunters of the JAAF (com Koji Takaki)(2001)
- Lyndon Johnson's 1943 Silver Star medal revelations (2001)[4]
- Aces of the Rising Sun 1937–1945 (2002)
- Genda's Blade: Japan's Squadron of Aces: 343 Kokutai (2003)
- Heroines of the Soviet Union 1941–45 (2003)
- Heroes of the Soviet Union 1941–45 (2004)
- I-400: Japan's Secret Aircraft Carrying Strike Submarine, Objective Panama Canal (com Koji Takaki and Gary Nila) (2010)
- Nomonhan 1939: The bloody Soviet-Japanese border war (2012)